# Megabbs
megabbs（メガビービーエス）は、2000年から2008年まで存在していた電子掲示板。2ちゃんねるをモデルとしたスレッドフロート型の掲示板スクリプトを用いていた。

## 特徴
megabbsはメガビと略されることが多く、利用者（特に常連ユーザー）はメガビの利用者という意味でメガビストと呼ばれていた。またメガビストには多数のハンドルネーム（コテハン）が存在したほか、特徴的なトリップによって擬似コテハン化している名無しの利用者もいた。 
背景には木目のデザインが使われ2ちゃんねるの機能に加えて書き込み欄に等幅チェックボックス（アスキーアートや長文を整える機能）やpreチェックボックス（文字を小さくする機能）、sageチェックボックス（スレッドを最上位に浮上させることなく書き込む機能）などがあり初心者でも分かりやすくなっていた。
スレッドにおける最大レス数は2ちゃんねるなどで一般的な1000に対しmegabbsは2000であったが、利用者が少ないためか一部の人気スレッド等を除いてはほとんどのスレッドが最大レス数に達する前に過去ログに沈んでしまうか削除・移転される傾向にあった。

## 末期の状況・問題点
末期の頃は、荒らし行為や個人攻撃、無職や障害者や弱者・特定の個人などを差別したり攻撃するネットいじめ行為などが多く存在した。中には氏名などの個人情報を出す例もあったとされる。それに対し運営側は削除や何らかの規制といった対応もほとんど行わなかった。こういった管理上の問題も閉鎖の理由であると思われる。
上記の事象はmegabbsに限らず2ちゃんねるや投票ちゃんねるなどの電子掲示板においては少なからず存在する問題であるとされる。2ちゃんねるにおいてはある程度の管理が行われているが完全には履行されていないのが現状である。また、投票ちゃんねるでは上記の事象により閉鎖されている。その後後継の掲示板が設置されているが問題が再燃している。

## 歴史
- 2000年6月3日 - 2ちゃんねる利用者であった弐ch編者が開設（開設当時の名前は2編ちゃんねる）[2]。
- 2000年8月13日 - megabbsに改名。
- 2004年11月 - 「こども大好き板」における奈良小1女児殺害事件の犯人と疑われる書き込みがマスコミで取り上げられ話題となった[4][5][6]。
- 2008年11月4日 - 管理負担増、管理不足による無法化を理由に閉鎖[2][3]。

## その他
今もネットの世界で根強く流通している「筑紫哲也の本名は朴三寿、福島瑞穂の本名は趙春花」というデマの発信源がこのmegabbsである。